# After the Earthquake
«After the Earthquake» es una canción interpretada por la banda canadiense de indie pop Alvvays. La canción fue publicado el  5 de octubre de 2022 como el cuarto y último sencillo de su tercer álbum de estudio, Blue Rev.

## Composición y letra
«After the Earthquake» es una canción de indie pop, con elementos de jangle pop. La canción empieza con una melodía de guitarra. John Murphy de musicOMH escribió que la melodía es “tan alegre y optimista que inmediatamente te dan ganas de saltar y bailar”.
Coescrita por la vocalista y guitarrista Molly Rankin y el guitarrista Alec O'Hanley, la canción fue inspirada por la colección de historias cortas de Haruki Murakami, After the Quake (2000). En una entrevista para la revista Stereogum, la vocalista dijo: “Pensé que sería interesante escribir una canción sobre cómo existe este terremoto, existen todos estos diferentes eventos de vida caóticos y realmente traumáticos, pero lo que en realidad está al frente y en el centro de la canción es lo que está sucediendo con esta relación en deterioro”.

## Recepción de la crítica
En una reseña para el álbum, el sitio web Northern Transmissions escribió: “La expectativa de más guitarras de motor a reacción se niega con «After the Earthquake», donde el grupo gira hacia un sonido tintineante que recuerda a The Smiths”. Tyler Golsen de la revista Far Out dijo que “todavía hay rastros del estilo indie rock básico del pasado de la banda” presentes en la canción. Konstantinos Pappis de la revista Our Culture, la nombró una de los momentos destacables del álbum.

## Video musical
Un videoclip, editado por Colby Richardson, fue publicado el mismo día en el canal de YouTube de la banda.

## Galardones
| Publicación    | Lista                            | Posición | Ref.   |
| -------------- | -------------------------------- | -------- | ------ |
| Exclaim!       | Exclaim!'s 25 Best Songs of 2022 | 11       | [ 12 ] |
| Slant Magazine | The 50 Best Songs of 2022        | 41       | [ 13 ] |
| Treble         | The 100 Best Songs of 2022       | 2        | [ 14 ] |